# Дальберг-Вендельсторф
Дальберг-Вендельсторф (нем. Dalberg-Wendelstorf) — община в Германии, в земле Мекленбург-Передняя Померания.
Входит в состав района Северо-Западный Мекленбург. Подчиняется управлению Лютцов-Любсторф. Население составляет 530 человек (на 31 декабря 2010 года). Занимает площадь 9,50 км².